# Norwalk (Ohio)
Pour les articles homonymes, voir Norwalk.
La ville de Norwalk est le siège du comté de Huron, situé dans l’État de l’Ohio, aux États-Unis. Sa population s’élevait à 17 012 habitants lors du recensement de 2010, estimée à 16 824 habitants en 2017.